# Pieter Landweer
Pieter Hendricus Landweer (Amsterdam, 3 november 1884 – aldaar, 28 mei 1971) was een Nederlandse biljarter. Hij nam tussen seizoen 1915–1916 en 1917–1918 deel aan drie nationale kampioenschappen ankerkader 45/2 in de ereklasse.

## Deelname aan Nederlandse kampioenschappen in de Ereklasse
| Nr. | Kampioenschap     | Plaats    | Klassering | Alg. gemiddelde |
| --- | ----------------- | --------- | ---------- | --------------- |
| 1.  | AK 45/2 1915–1916 | Den Haag  | 6e         | 6,61            |
| 2.  | AK 45/2 1916–1917 | Groningen | 7e         | 6,27            |
| 3.  | AK 45/2 1917–1918 | Amsterdam | 7e         | 7,84            |